# 玉城街道 (玉林市)
玉城街道，是中华人民共和国广西壮族自治区玉林市玉州区下辖的一个乡镇级行政单位。

## 行政区划
玉城街道下辖以下地区：
东成社区、北辰社区、南观社区、西就社区、东明社区、州珮社区、垌口社区、新民社区、大新社区、东岳社区、清湾江社区和胜利垌社区。